# Pseudosagitta maxima
Pseudosagitta maxima är en djurart som tillhör fylumet pilmaskar, och som först beskrevs av Conant 1896.  I den svenska databasen Dyntaxa används istället namnet Sagitta maxima. Enligt Catalogue of Life ingår Pseudosagitta maxima i släktet Pseudosagitta och familjen Sagittidae, men enligt Dyntaxa är tillhörigheten istället släktet Sagitta och familjen Sagittidae. Arten är reproducerande i Sverige. Inga underarter finns listade i Catalogue of Life.